# Сонома (град)
Сонома (на английски: Sonoma) е град в окръг Сонома в района на залива на Сан Франциско, щата Калифорния, САЩ. Население 9128 жители (2000 г.). Сонома е с обща площ от 6,90 кв. км (2,70 кв. мили).